# روسولا جعيداء
روسولا جعيداء (الاسم العلمي: Russula rugulosa) هي نوع من الفطريات تتبع جنس الروسولا من الفصيلة الروسولية.